# Анета Томашевић
Анета Томашевић (Ужице, 8. септембар 1961) српска је позоришна и телевизијска глумица.

## Биографија
Анета Томашевић је рођена 8. септембра 1961. године у Ужицу, Југославија.
Најпознатија је по улози наставнице Јефимије у серији "Синђелићи".
Анета Томашевић је првакиња Шабачког позоришта и члан Удружења драмских уметника.

## Филмографија
| Год.       | Назив                 | Улога                      |
| ---------- | --------------------- | -------------------------- |
| 1900-е     |                       |                            |
| 1995.      | Свадбени марш         |                            |
| 1995−1996. | Срећни људи           | Радница у Малинином бутику |
| 2010-е     |                       |                            |
| 2011.      | Мирис кише на Балкану | Стара праља                |
| 2015.      | Каинов ожиљак         | Рајнхард Хајдрих           |
| 2016−2019. | Синђелићи             | Јефимија                   |
| 2020-е     |                       |                            |
| 2021.      | Феликс                | Бранка                     |